# Pascale Bories
Pour les articles homonymes, voir Bories.
Ne doit pas être confondu avec Pascale Bordes.
Pascale Bories, née Michel, est une femme politique française née le 1er avril 1969 à Cannes. Membre du parti Les Républicains, elle est maire de Villeneuve-lès-Avignon depuis 2020 et ancienne sénatrice du Gard.

## Biographie
Diplômée de l'Institut supérieur de gestion, elle exerce le métier de cadre dans les domaines financiers / bancaires et devient Conseillère en gestion de patrimoine. Elle a créé avec son époux la société Bories Environnement, dont elle assure la co-gérance jusqu'en septembre 2017.
Militante aux Républicains, elle appartient aussi au Eccleria, précédemment nommé Mouvement chrétien des cadres et dirigeants.
Elle est la première adjointe au maire de Villeneuve-lès-Avignon, Jean-Marc Roubaud, chargée des délégations Finances, Développement durable et Grands projets entre 2001 et 2017, et élue conseillère départementale du canton de Villeneuve-lès-Avignon en tandem avec Jean-Louis Banino en 2015. 
De 2008 à 2014, elle fut Conseiller communautaire de la communauté d’agglomération du Grand Avignon. Elle y siège de nouveau depuis 2020.
Le 1er octobre 2017, à la suite de la démission de Jean-Paul Fournier du Sénat, et le suivant sur la liste, Max Roustan, préférant demeurer maire d’Alès, elle les remplace au palais du Luxembourg,. Elle devient secrétaire et membre de la Commission Aménagement du territoire et Développement durable. Elle est également membre du Conseil national de l'aménagement et du développement du territoire (CNADT).
Candidate aux élections municipales de 2020 à Villeneuve-lès-Avignon, elle remporte l'élection dès le premier tour avec 59,14 % des suffrages et est élue maire le 27 mai 2020. Elle démissionne de son mandat de sénatrice pour cumul des mandats le 27 juin.
L'année suivante, elle est réélue conseillère départementale du Gard en binôme avec Rémy Bachevalier, maire de Rochefort-du-Gard, à la suite d'un score de 78,49 % des voix sur le canton de Villeneuve lez Avignon face au binôme du Rassemblement National.

## Synthèse des mandats
- Depuis le 27 mai 2020 : Maire de Villeneuve-lès-Avignon
- 2008 - 2014 / Depuis 2020 : Conseillère communautaire de la communauté d'agglomération du Grand Avignon
- 2017 - 2020 : Sénatrice du Gard ; membre du groupe LR et Vice-Présidente de la commission de l'aménagement du territoire et du développement durable
- Depuis 2015 : Conseillère départementale du Gard, élue du canton de Villeneuve-lès-Avignon
- 2001 - 2017 : 1ère adjointe au Maire de Villeneuve-lès-Avignon, déléguée au finances